# Bang Bang (Jessie J, Ariana Grande e Nicki Minaj)
Bang Bang è un brano della cantautrice britannica Jessie J, della cantante statunitense Ariana Grande e della rapper trindadiana Nicki Minaj.
Il brano è stato pubblicato il 17 agosto 2014 tramite la Lava Records e Republic Records, la casa discografica delle tre artiste.
Esso è il singolo apri-pista estratto dal terzo album in studio di Jessie J, Sweet Talker, ma è anche stato inserito come traccia bonus nell'edizione deluxe del disco My Everything di Ariana Grande.

## Antefatti
Il 9 luglio 2014, Jessie J ha caricato un frammento di 15 secondi della canzone sul suo profilo Instagram. Il 23 luglio, un altro snippet della canzone è stato caricato sul profilo Instagram, questa volta della Minaj. Infine, il 27 luglio, anche Ariana Grande ha caricato un frammento del nuovo brano, il terzo e l'ultimo.
Inizialmente il singolo era stato pensato solo per Jessie J, ma la Republic Records, la label in comune delle artiste, ha voluto creare appunto un progetto a tre.

## Descrizione
Il brano è un up-tempo influenzato dal soul e dal hip hop grazie alla strofa di Minaj. Presenta una produzione composta da clapping e riff di trombe. Il ritornello contiene un campionamento della melodia di Wake Me Up (Before You Go-Go), un successo dei Wham! datato 1984.

## Accoglienza
Bang Bang ha ricevuto critiche positive dai critici musicali. Carolyn Menyes dal Music Times ha definito il brano «una hit di immenso successo per l'estate 2014» prevedendo anche che esso avrebbe guadagnato direttamente la vetta alle classifiche.
Ha inoltre ricevuto una nomination ai Grammy come miglior performance pop di duo o gruppo.

## Riconoscimenti
Grammy Award
- 2015 – Candidatura alla miglior interpretazione pop di un duo o un gruppo

IHeartRadio Music Awards
- 2015 – Miglior collaborazione

MTV Video Music Awards
- 2015 – Candidatura alla miglior collaborazione

Kids' Choice Awards
- 2015 – Canzone dell'anno

People's Choice Awards
- 2015 – Canzone dell'anno

## Video musicale
Il video della canzone è stato girato a luglio 2014 in due giorni a Los Angeles, in California ed è stato diretto da Hannah Lux Davis. In seguito è stato annunciato che il video musicale sarebbe arrivato poco dopo le prestazioni del trio al 2014 MTV Video Music Awards. Il 24 agosto 2014 il video ufficiale è stato caricato sul sito di MTV ed era disponibile per la visione internazionale. Il 25 agosto 2014, il video è stato rilasciato tramite l'account VEVO di Jessie J e attualmente supera il miliardo e mezzo di visualizzazioni, risultando uno dei video di YouTube più visti del 2014 e di sempre.

## Tracce
Download digitale
1. Bang Bang – 3:19 (Max Martin, Savan Kotecha, Rickard Göransson, Onika Maraj)

Download digitale – Remixes
1. Bang Bang (Dada Life Remix) – 3:34
2. Bang Bang (Kat Krazy Remix) – 3:57
3. Bang Bang (3LAU Remix) – 3:06
4. Bang Bang (Imanos e Gramercy Remix) – 3:44
5. Bang Bang (Super Stylers Remix) – 3:33

## Classifiche

### Classifiche settimanali
| Classifica (2014) | Posizione massima |
| ----------------- | ----------------- |
| Australia         | 4                 |
| Austria           | 12                |
| Belgio (Fiandre)  | 14                |
| Belgio (Vallonia) | 28                |
| Canada            | 3                 |
| Corea del Sud     | 34                |
| Danimarca         | 10                |
| Finlandia         | 12                |
| Francia           | 47                |
| Germania          | 13                |
| Irlanda           | 3                 |
| Italia            | 24                |
| Norvegia          | 15                |
| Nuova Zelanda     | 4                 |
| Paesi Bassi       | 7                 |
| Portogallo        | 87                |
| Regno Unito       | 1                 |
| Repubblica Ceca   | 5                 |
| Slovacchia        | 7                 |
| Spagna            | 12                |
| Stati Uniti       | 3                 |
| Svezia            | 15                |
| Svizzera          | 21                |

### Classifiche di fine anno
| Classifica (2014) | Posizione |
| ----------------- | --------- |
| Australia         | 18        |
| Canada            | 30        |
| Germania          | 80        |
| Regno Unito       | 25        |
| Stati Uniti       | 27        |
| Svezia            | 72        |
| Classifica (2015) | Posizione |
| Canada            | 70        |
| Italia            | 87        |
| Paesi Bassi       | 87        |
| Spagna            | 77        |
| Stati Uniti       | 80        |